# Post (Automarke)
Post war eine US-amerikanische Automarke.

## Beschreibung
Charles Bushnell Post aus New London in Ohio stellte das erste Fahrzeug im Jahre 1909 her. Es war ein Highwheeler. Es handelte sich dabei um ein hochrädriges Fahrzeug mit vollgummibereiften Holzspeichenrädern, das vier Personen Platz bot. Angetrieben wurde der Wagen von einem luftgekühlten Ottomotor, der über ein Reibrollengetriebe und Riemen seine Kraft an die Hinterräder weiterleitete.
Es nicht bekannt, ob neben dem Prototyp ein weiteres Auto entstand. C. B. Post baute aber noch ein Motorrad und einen Traktor.